# Tulla, Irland
Tulla (iriska: An Tulach) är en ort i republiken Irland.   Den ligger i grevskapet Clare och provinsen Munster, i den centrala delen av landet, 180 km väster om huvudstaden Dublin. Tulla ligger 45 meter över havet och antalet invånare är 662.
Terrängen runt Tulla är huvudsakligen platt, men norrut är den kuperad. Terrängen runt Tulla sluttar söderut. Runt Tulla är det ganska glesbefolkat, med 22 invånare per kvadratkilometer. Närmaste större samhälle är Ennis, 15,3 km väster om Tulla. Trakten runt Tulla består i huvudsak av gräsmarker.